# Каштановка (Первомайский район)
Кашта́новка  (до 1945 года Тотма́н; укр. Каштанівка, крымскотат. Totman, Тотман) — село в Первомайском районе Республики Крым, входит в состав Черновского сельского поселения (согласно административно-территориальному делению Украины — Черновского сельского совета Автономной Республики Крым).

## Население
| 2001 | 2014 |
| ---- | ---- |
| 388  | ↘332 |

Всеукраинская перепись 2001 года показала следующее распределение по носителям языка
| Язык             | Процент |
| ---------------- | ------- |
| русский          | 55.67   |
| крымскотатарский | 23.2    |
| украинский       | 18.56   |

### Динамика численности
| - 1806 год — 87 чел. - 1864 год — 8 чел. - 1889 год — 84 чел. - 1892 год — 12 чел. - 1900 год — 91 чел. - 1904 год — 102 чел. - 1911 год — 160 чел. | - 1915 год — 75/87 чел. - 1918 год — 194 чел. - 1926 год — 246 чел. - 1989 год — 341 чел. - 2001 год — 388 чел. - 2009 год — 280 чел. - 2014 год — 332 чел. |

## Современное состояние
На 2016 год в Каштановке числится 4 улицы и 2 территории: кошара Деркач и кошара Коноваленко; на 2009 год, по данным сельсовета, село занимало площадь 38,1 гектара, на которой в 110 дворах проживало 280 человек. Действуют сельский клуб, сельская библиотека-филиал № 9, отделение почты, фельдшерско-акушерский пункт. Каштановка связана автобусным сообщением с райцентром, городами Крыма и соседними населёнными пунктами.

## География
Каштановка — село на юге района, в центральной части степного Крыма, на автотрассе Н-05 Красноперекопск — Симферополь, высота центра села над уровнем моря — 71 м. Ближайшее село — Открытое в 3,5 км на запад. Расстояние до райцентра — около 34 километров (по шоссе), ближайшая железнодорожная станция Урожайная на линии Солёное Озеро — Севастополь — примерно 40 километров. Транспортное сообщение осуществляется по региональной автодороге 35К-001 Красноперекопск — Симферополь (по украинской классификации — Н-05).

## История
Первое документальное упоминание села встречается в Камеральном Описании Крыма… 1784 года, судя по которому, в последний период Крымского ханства Тотман входил в Караул кадылык Перекопского каймаканства. После присоединения Крыма к Российской империи (8) 19 апреля 1783 года, (8) 19 февраля 1784 года, именным указом Екатерины II сенату, на территории бывшего Крымского ханства была образована Таврическая область и деревня была приписана к Евпаторийскому уезду. После павловских реформ, с 1796 по 1802 год входила в Акмечетский уезд Новороссийской губернии. По новому административному делению, после создания 8 (20) октября 1802 года Таврической губернии, Тотман был включён в состав Урчукской волости Евпаторийского уезда.
По Ведомости о волостях и селениях, в Евпаторийском уезде с показанием числа дворов и душ… от 19 апреля 1806 года в деревне Тотман числилось 8 дворов, 84 крымских татарина и 3 ясыров. На военно-топографической карте генерал-майора Мухина 1817 года деревня Татман обозначена с 10 дворами. После реформы волостного деления 1829 года деревня, согласно «Ведомости о казённых волостях Таврической губернии 1829 года» осталась в составе Урчукской волости. На карте 1836 года в деревне 2 двора, а на карте 1842 года Татман обозначен условным знаком «малая деревня», то есть, менее 5 дворов.

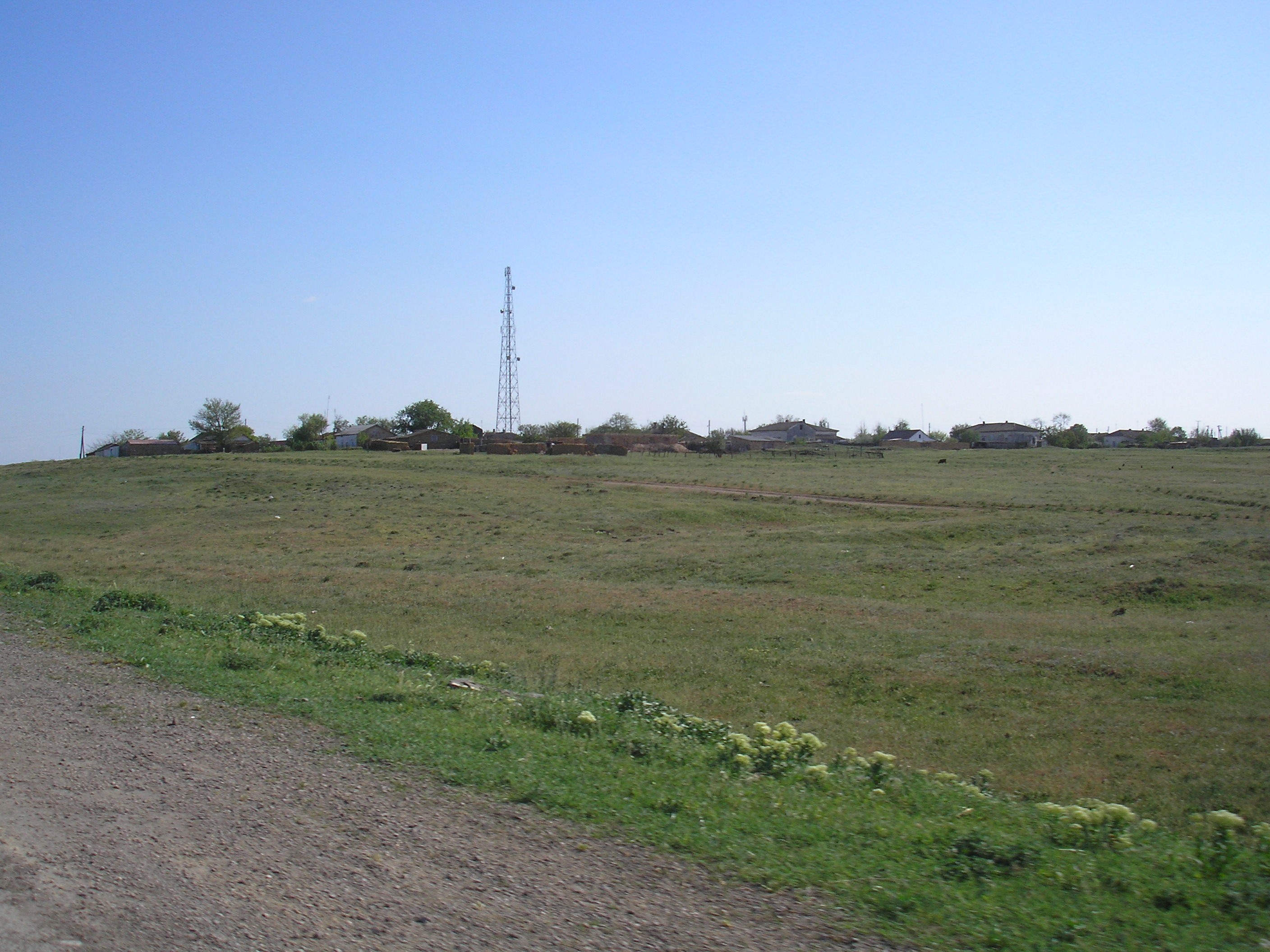

В 1860-х годах, после земской реформы Александра II, деревню приписали к Абузларской волости.
В «Списке населённых мест Таврической губернии по сведениям 1864 года», составленном по результатам VIII ревизии 1864 года, Тотман — владельческий хутор, с 2 дворами и 8 жителями при колодцах. Согласно «Памятной книжке Таврической губернии за 1867 год», деревня была покинута жителями в 1860—1864 годах, в результате эмиграции крымских татар, особенно массовой после Крымской войны 1853—1856 годов, в Турцию и представляла собой помещичью экономию без населения. На трехверстовой карте 1865—1876 года на месте деревни обозначен хутор Аннинской.
Согласно энциклопедическому словарю «Немцы России», в 1879 году, немцы-лютеране из беловежских колоний приобрели в собственность 3700 десятин земли бывшей деревни и основали колонию Гогенберг (нем. Hohenberg). По «Памятной книге Таврической губернии 1889 года», по результатам Х ревизии 1887 года, в деревне Тотман уже числилось 14 дворов и 84 жителя. Согласно «…Памятной книжке Таврической губернии на 1892 год», в деревне Тотман, входившей в Асан-Аджинский участок, числилось 12 жителей в 2 домохозяйствах.
Земская реформа 1890-х годов в Евпаторийском уезде прошла после 1892 года, в результате Тотман приписали к Кокейской волости. Сохранился документ о выдаче ссуды неким Виденмейеру, Клаусу и др. под залог имения при деревне Тотман от 21 октября 1892 года.
По «…Памятной книжке Таврической губернии на 1900 год» в деревне, входившей в Тотманское сельское общество, числился 91 житель в 21 дворе, в 1904 году жителей было 102 человека и 160 — в 1911. На 1914 год в селении действовала меннонитская школа грамоты. На 1914 год в селении действовала лютеранская земская школа. По Статистическому справочнику Таврической губернии. Ч.II-я. Статистический очерк, выпуск пятый Евпаторийский уезд, 1915 год, в деревне Тотман Кокейской волости Евпаторийского уезда числилось 27 дворов (26 дворов с землёй, 1 — безземельный) со смешанным населением в количестве 75 человек приписных жителей и 87 — «посторонних», из которых 105 мужчин и 94 женщины. Жители владели 3629 десятинами удобной земли. В хозяйствах имелось 225 лошадей, 150 волов, 158 коров и 85 голов мелкого скота (в 1918 году — 194 жителя).
После установления в Крыму Советской власти, по постановлению Крымревкома от 8 января 1921 года № 206 «Об изменении административных границ» была упразднена волостная система и село вошло в состав Евпаторийского района Евпаторийского уезда, а в 1922 году уезды получили название округов. 11 октября 1923 года, согласно постановлению ВЦИК, в административное деление Крымской АССР были внесены изменения, в результате которых округа были отменены и произошло укрупнение районов — территорию округа включили в Евпаторийский район. Согласно Списку населённых пунктов Крымской АССР по Всесоюзной переписи 17 декабря 1926 года, в селе Тотман, Ой-Джурчинского сельсовета Евпаторийского района, числилось 48 дворов, все крестьянские, население составляло 246 человек, из них 185 немцев, 45 русских, 4 украинцев, 1 белорус, 1 болгарин, 10 записаны в графе «прочие», действовала немецко-русская школа. Постановлением ВЦИК РСФСР от 30 октября 1930 года был создан Фрайдорфский еврейский национальный район (переименованный указом Президиума Верховного Совета РСФСР № 621/6 от 14 декабря 1944 года в Новосёловский) (по другим данным 15 сентября 1931 года) и село включили в его состав, а после разукрупнения в 1935-м и образования также еврейского национального Лариндорфского (с 1944 — Первомайский), село переподчинили новому району, тогда же был образован сельсовет, так как на 1940 год он уже существовал.
Вскоре после начала Великой Отечественной войны, 18 августа 1941 года крымские немцы были выселены, сначала в Ставропольский край, а затем в Сибирь и северный Казахстан. Указом Президиума Верховного Совета РСФСР от 21 августа 1945 года Тотмак был переименован в Каштановку и Тотмакский сельсовет — в Каштановский. С 25 июня 1946 года Каштановка в составе Крымской области РСФСР, а 26 апреля 1954 года Крымская область была передана из состава РСФСР в состав УССР. Время упразднения сельсовета и включения в Войковский сельсовет пока не выяснено: на 15 июня 1960 года село уже числилось в его составе. уУказом Президиума Верховного Совета УССР «Об укрупнении сельских районов Крымской области», от 30 декабря 1962 года был упразднён Первомайский район и село присоединили к Красногвардейскому. 8 декабря 1966 года был восстановлен Первомайский район и село вернули в его состав. С 1984 года в Черновском сельсовете. По данным переписи 1989 года в селе проживало 341 человек. С 12 февраля 1991 года село в восстановленной Крымской АССР, 26 февраля 1992 года переименованной в Автономную Республику Крым. С 21 марта 2014 года в составе Крыма аннексирована Россией.